# Kirgistan na Letnich Igrzyskach Paraolimpijskich 2008
Kirgistan na Letnich Igrzyskach Paraolimpijskich reprezentował 1 zawodnik.

## Kadra

### Podnoszenie ciężarów
- Roman Omurbekov